# Hrvatski kraljevi (serija)
Hrvatski kraljevi su dokumentarno-igrana obrazovna televizijska serija u proizvodnji Znanstveno-obrazovnog programa Hrvatske radiotelevizije. Serija se sastoji od sedam pedesetominutnih epizoda i tematski obrađuje najranije razdoblje hrvatske povijesti, odnosno vrijeme narodnih vladara iz domaće dinastije Trpimirovića od početka 9. do kraja 11. stoljeća. U posljednjoj epizodi obrađeno je i razdoblje doseljenja Hrvata na današnje prostore.

## Proizvodnja

### Razvoj
Projekt je odobren 2006., dok je glavni ravnatelj HRT-a bio Mirko Galić. Za Galićev „potpis” bila je presudna Burićeva reputacija. Na televiziju je došao kao suradnik u dokumentarnom programu (upravo je bio diplomirao povijest i arheologiju na zagrebačkom Filozofskom fakultetu), a 2001. režirao je dokumentarno-igranu seriju Tajnoviti srednji vijek. Upravo je materijal iz toga serijala iskorišten u priči o sedmorici srednjovjekovnih hrvatskih seljaka. Autor je emisije Na rubu znanosti. Ludi rimski carevi iz 2005. već su snimljeni s nešto većim proračunom, pa je Burić mogao inscenirati i prizore iz Neronova i Kaligulina životopisa, samo što su u njima nastupali njegova supruga (Jasna Burić), urednici i kolege. Upućenost je opet bila iznimna pa su Lude rimske careve otkupile čak i talijanske televizije. BBC nije jer nisu bili snimljeni na HD-u.
Pripreme tijekom kojih je autor obavio mnoga istraživanja, izradio scenarij, knjigu snimanja i dr. započele su početkom 2008. Prvi kadrovi serijala snimljeni su u veljači 2009., a snimanje je završeno krajem 2010. U posljednjoj fazi, tijekom 2011., radila se glazba, zvučni efekti, montaža, ispravci kolora i dr. Na pitanje o povijesnoj točnosti i nepristranosti serijala, Domagoj Burić je odgovorio: „Po struci sam profesor povijesti i arheologije, i ja si to ne bih dopustio, dakle u seriji će biti prikazane činjenice onako kako su se dogodile, odnosno ono što znanost može utvrditi da se dogodilo. Sve ono što nismo sigurni, što ostaje u sferi legendi i mita, bit će nedvosmisleno rečeno”.
Isto je zajamčio Neven Budak, glavni stručni savjetnik serijala: „Opasnosti od šarlatanskog, mitomanskog tretmana povijesti u ovoj seriji apsolutno nema. Budući da je srednji vijek u javnosti najmanje poznat, dakako da su neke prijašnje manipulacije nailazile na plodno tlo, no od toga nije bila imuna ni jedna država u svijetu... Uostalom, naš je javni prostor zasićen prijeporima partizana i ustaša, tako da su srednji vijek pustili na miru". Nakon premijere u Lisinskom, Budak je izjavio: "O ranom srednjem vijeku malo je svjedočanstava, zapisa i povijesnih dokumenata. Stoga su to povjesničarima dodatno otežava rekonstruiranje povijesti i zbog toga iz tog vremena datira mnoštvo mitova. U Kraljevima je spojena znanost, umjetnost i tehnologija”. Hrvatski kraljevi koštali su oko 18 milijuna kuna.
Da je serijal unio posve nove standarde u hrvatsku kinematografiju, potvrdio je scenograf Ivan Ivan (Duga mračna noć, Duh u močvari, Ne daj se, Floki itd.): „Imali smo manjak novca, ali višak kreativnosti. Nikome ništa nije bilo teško, iako je ljeto i vrijeme godišnjih odmora. Na terenu je lakše, izmjerimo temelje na arheološkim lokacijama i u dogovoru sa stručnjacima, na primjer sudjelovao je povjesničar umjetnosti Miljenko Jurković, radimo rekonstrukciju. Studio je prazan prostor, a moramo sagraditi praktički 35 objekata!” Iako HRT ima veliki fundus kostima, od renesanse do 20. stoljeća, svi su kostimi morali biti izrađeni u krojačnicama Televizije. Veteranka kostimografije Vjera Ivanković (Ðuka Begović, Bogorodica, Božić u Beču, Što je Iva snimila... itd.) osmislila je i uz pomoć svojih kostimerki izradila više od 300 kostima, istražujući izvornu teksturu iz arheoloških izvora.
Nadzornik vizualnih efekata bio je Kristijan Mršić (Ludi rimski carevi, Osnivači crkvenih redova itd.), a izvođači su tvrtke Momentum i Vizije (Ludi rimski carevi, Osnivači crkvenih redova, The Show Must Go On – dobitnici Zlatne arene za najbolje vizualne efekte).  Montažer serije bio je Dubravko Prugovečki, jedan od najplodnijih montažera dokumentarnih
filmova u Hrvatskoj (Tajnoviti srednji vijek, Ludi rimski carevi, Rio Bravar). Direktor fotografije bio je proslavljeni hrvatski snimatelj Branko Cahun (Ajmo žuti, Mišolovka Walta Disneyja, Zamrznuti kadar, Hrvatski triptih, Ludi rimski carevi itd). Producenti serije bili su Miroslav Rezić (Ludi rimski carevi, Osnivači crkvenih redova) i Miro Mioč (Pustinje svijeta, Rijeke Hrvatske, Svete planine svijeta).

### Ekipa serijala
- Scenarist, skladatelj i redatelj: Božidar Domagoj Burić;
- Producenti: Miro Mioč i Miroslav Rezić
- Direktor fotografije: Branko Cahun
- Majstor montaže: Dubravko Prugovečki
- Supervizor vizualnih efekata: Kristijan Mršić
- Supervizor zvučnih efekata: Robert Stanić
- Glazbeni producent: Srđan Sekulović Skansi
- Majstorica maske: Zvjezdana Mikulić
- Kostimografkinja: Vjera Ivanković
- Scenograf: Ivan Ivan

### Glumačka postava
- Tihomir Ajduković, časnik u Hrvatskoj vojsci, Sinj kao knez Ljudevit
- Josip Tabak, student povijesti i arheologije, Mostar kao knez Borna
- Miroslav Rezić, producent Hrvatskih kraljeva kao knez Mislav i seljak Dobreša
- Duje Jozić kao knez Vladislav
- Tan Anton Lumezi kao seljak Tvrdan
- Tomislav Moslavac kao seljak Radovan
- Miro Mioč, producent Hrvatskih kraljeva kao seljak Ljutiša
- Davor Oblak kao seljak Žitimir
- Dubravko Prugovečki, montažer serije Hrvatskih kraljeva kao seljak Zula i dužd Petar Tradenik
- Mirko Katkić kao franački kralj i rimski car Karlo Veliki
- Boško Vladović, sinjski alkar, Sinj kao knez Trpimir
- Ivica Dlesk kao teolog Gottschalk
- Božidar Domagoj Burić, scenarist, skladatelj i redatelj Hrvatskih kraljeva kao knez Domagoj
- Čedomir Lizatović kao velikaš Petar Crni
- Luka Vučić kao bizantski car Bazilije I.
- Davor Škudar kao knez Zdeslav
- Mirko Penić, časnik u Hrvatskoj vojsci, Sinj kao knez Branimir
- Danijela Lalin kao Branimirova žena Maruša
- Marko Jurić kao knez Muncimir
- Cvjetko Runjak kao papa Ivan VIII.
- Branko Tot kao ninski biskup i splitski nadbiskup Teodozije
- Vjeran Mišurac, novinar Hrvatske radiotelevizije kao kralj Tomislav
- Filip Kalebić kao kralj Miroslav
- Miljenko Hukman ninski biskup (biskup Hrvata) Grgur Ninski
- Kruno Garguljak kao papa Ivan X.
- Ivan Meštrović kao bizantski car Konstantin Porfirogenet
- Anđelko Vrbanović kao kroničar Toma Arhiđakon
- Vlado Kandrač kao kroničar Pop Dukljanin
- Tomislav Bulić kao ban Pribina
- Josip Benović kao kralj Mihajlo Krešimir II.
- Snježana Galoić kao kraljica Jelena Slavna
- Dario Maćešić, majstor tona Hrvatske radiotelevizije kao kralj Stjepan Držislav
- Marko Ulaga kao kralj Petar Krešimir IV.
- Domagoj Jozić kao kralj Svetoslav Suronja
- Zlatko Šoštarić kao mletački dužd Petar II. Orseolo
- Tomislav Vujnović kao kralj Stjepan I.
- Fran Vučemilo kao kralj Krešimir III.
- Petar Radović kao kralj Gojslav (mlađi)
- Ivan Jozić kao kralj Gojslav (stariji)
- Antun Habijanec kao splitski nadbiskup Lovro
- Aldo Tončić, profesionalni kaskader kao kralj Dmitar Zvonimir
- Anamarija Šimić kao kraljica Jelena Lijepa
- Srđan Pichler kao papa Grgur VII.
- Željko Mlinarić kao papin poslanik Gebizon
- Vlado Lenur kao kralj Stjepan II.
- Zlatko Vrbančić kao kralj Petar Snačić
- Robert Vrhovski kao prvi hrvatski kralj stranac Koloman

– Glumci naturščici su navedni po redu pojavljivanja, a podebljane su uloge koje je HRT naveo kao glavne.

### Stručni suradnici
Zapravo, serija bi bila jako skupa da je nismo radili na HRT-u. Nacionalna televizija, naime, ima najbolje studije u Hrvatskoj u kojima se rade isključivo zabavne emisije i kvizovi: iskoristili smo ljetnu pauzu i u jednom studiju sagradili interijere dviju crkava. Nijedan kostim ili scenografski objekt nisu mogli pred kameru ako ih nisu odobrili Miljenko Jurković, najveći autoritet za povijest umjetnosti tog vremena, odnosno Neven Budak, najistaknutiji suvremeni hrvatski medijavelist i glavni savjetnik serije.

U seriji su sudjelovali najistaknutiji europski povjesničari srednjega vijeka: Chris Wickham, Catherine Holmes i Peter Frankopan sa Sveučilišta u Oxfordu, Rosamond McKitterick sa Sveučilišta u Cambridgeu (stručnjakinja za razdoblje franačkog carstva), Neven Budak i Miljenko Jurković sa Sveučilišta u Zagrebu, Mladen Ančić i Nikola Jakšić sa Sveučilišta u Zadru, Vedrana Delonga iz Muzeja hrvatskih arheoloških spomenika u Splitu, Janosz Bak sa Sveučilišta u Budimpešti, Walter Pohl iz Beča, Przemyslaw Urbanczyk sa Sveučilišta u Varšavi, Dušan Treštik iz Praga te najpoznatiji svjetski medijavelist Jacques Le Goff s pariške Sorbonne, autor kapitalnih djela Civilizacija srednjovjekovnog Zapada i Srednjovjekovni imaginarij.

### Snimanje serijala
Za potrebe serije su u studijima HRT-a na zagrebačkome Prisavlju izgrađeni interijeri starohrvatskih vladarskih dvorova i crkvi u prirodnoj veličini, što je prva takva rekonstrukcija u medijskoj i kulturnoj povijesti Hrvatske. Isto tako, prvi je put u potpunosti rekonstruirana i hrvatska ranosrednjovjekovna kraljevska kruna, temeljem likovnoga prikaza hrvatskog vladara na reljefu sa splitske krstionice. Prvi put su napravljene vjerne rekonstrukcije starohrvatskih crkvi u prirodnoj veličini, te glasoviti kneževski i kraljevski kameni natpisi. Na području podno brda Zir u Lici te u dalmatinskome selu Bakotine Staje pored Zagvozda, izgrađena su cjelovita ranosrednjovjekovna sela, kako bi se dočarao svakodnevni život većine stanovništva Hrvatske toga vremena. Podno Zira napravljeno je dvadesetak tipičnih srednjovjekovnih kuća od drveta i zemlje.
Prilikom snimanja bitki s ekipom HRT-a surađivali su najbolji hrvatski kaskaderi. Koordinator kaskadera i koreograf većine borbenih scena bio je Aldo Tončić, koji je radio i u velikim hollywoodskim produkcijama, poput filma Dvanaestorica žigosanih. Također, među kaskaderima je bio i proslavljeni hrvatski kaskader Ivo Krištof, poznat po radu na blockbusteru Gladijator. U seriji je sudjelovalo oko 1000 ljudi, dok su svi glumci naturščici ili statisti. Serija se snimala i na izvornim lokacijama Vrlike, Knina, Klisa, Velebita, Sinja... Za snimanje serijala, koji se može usporediti s prestižnom svjetskom proizvodnjom, autor je rekao:
»Recimo, znao sam za kanjon Čikole, međutim sad sam ga snimajući prvi put vidio i iznenadio se koliko je impozantan. Tamo smo snimili jedan zanimljiv prizor s knezom Trpimirom koji s vrha kanjona gleda svoju kneževinu. Prešli smo snimajući na tisuće kilometara da bismo našli prava mjesta. Drugi izazov bio je kako prikazati interijere iz ranog srednjeg vijeka o kojemu je malo izvornih podataka. Na osnovi nekih analogija sa zapadnom poviješću tog vremena i kamenih natpisa hrvatskih vladara uspjeli smo napraviti rekonstrukcije koje su prve takve rekonstrukcije interijera starohrvatskih crkvi.«

### Ispravnost imena
Domagoj Burić rekao je da se o hrvatskim knezovima i kraljevima na prvi pogled ne zna previše, no nakon analiziranja tekstove iz toga vremena, ukazuje se jako bogata povijest. Uz malo veći napor nastala je jedna opširna rekonstrukcija tog vremena. Hrvatski kraljevi su prvi put ovom serijom dobili svoj lik (naravno, ne može se tvrditi kako je neki kralj izgledao jer o tome nema podataka, no to je problem u povijesti svih inih europskih naroda). Na pitanje: „Zašto je serijal nazvan Hrvatski kraljevi, a neki od protagonista su knezovi?”, autor je odgovorio:
»Takav naziv ne bi u sebi imao dobru metriku. Drugo, “kralj” je hrvatski pojam, prvi put zabilježen na Baščanskoj ploči, kojim su se na narodnim jeziku titulirali najvjerojatnije i hrvatski knezovi. Pojam dolazi od imena “Karl”, Karlo Veliki, i hrvatski izraz “kral” ili “kralj” tek je kasnije izjednačen s latinskom titulom “rex” koja je označavala vladara ranga višeg od “duxa”, odnosno kneza. Dakle, kad bi se serija zvala “Hrvatski rexovi”, to bi bio problem, jer bi to, u slučaju knezova bila povijesna neistina. “Hrvatski kraljevi” je potpuno primjeren naziv, koji odgovara i povijesnim činjenicama. To je, uostalom, i u seriji jasno objašnjeno.«

### Glazba
Burić je radio i na glazbi u seriji, u čemu mu je pomogla glazbena naobrazba, ali i strast prema heavy metalu koji, kako je rekao, najbolje prati misticizmom prožeti srednji vijek. U proizvodnji mu je mnogo pomogao Srđan Sekulović Skansi. Izvođači su Božidar Domagoj Burić (vokali, glasovir, električna gitara, bas-gitara, klasična gitara, bubnjevi, klavijature, orkestracije), Srđan Sekulović Skansi (klavijature, vokali, orkestracije) i Stjepan Burić (vokali). Dodatni vokali su Krunoslava Burić, Božidar Essert. Soundtrack naziva Mistični barbarizam snimljen je i miksan u NLO studiju, u Zagrebu. Izdala ga je diskografska kuća Orfej, a dostupan je na Amazonu i iTunesu.
1. Buđenje kraljeva (2:23)
2. Dies Irae (2:49)
3. Parce Mihi, Domine (2:30)
4. Prevrat (3:14)
5. Klis (4:03)
6. Vojska kneza Borne (3:12)
7. Psalam VI (6:14)
8. Kyrie Eleison (4:27)
9. Agnus Dei (2:30)
10. De Profundis (2:26)
11. In Peccato (3:38)
12. Zvonimir i Jelena (3:01)
13. Ex Inferno - Vox Diaboli (2:07)
14. Odlazak kraljeva (3:46)

## Utjecaj

### Gledanost
HRT je još u siječnju 2010. godine počeo reklamirati serijal. Premijera Hrvatskih kraljeva održala se projekcijom dugometražnog filma (100 minuta) u velikoj dvorani Koncertne dvorane Vatroslava Lisinskog u Zagrebu 12. listopada 2011. Prva epizoda premijerno je emitirana na HRT-u 14. listopada 2011. na Prvom programu u 21:00. Premijerno emitiranje prve epizode serije pratilo je nešto manje od pola milijuna gledatelja, i to je ujedno i prosječna gledanost serije u premijernom emitiranju, što ovaj projekt čini jednim od najgledanijih hrvatskih dokumentaraca ikad. Serija se emitirala petkom iza središnjeg Dnevnika na HTV 1, a repriza je bila sutradan na HRT plus. Zadnja epizoda emitirana je 25. studenoga 2011. Šesta epizoda serije prikazana je na Dan pobjede i domovinske zahvalnosti, Dan hrvatskih branitelja 5. kolovoza 2012. nakon kraja središnjeg Dnevnika, prije početka prijenosa središnje večernje proslave.
Početkom listopada 2012., seriju je otkupila satelitska televizija Viasat. Po načinu prezentacije i zastupljenosti najava Hrvatski kraljevi bili su jedna od pet najnajavljivanijih serija na kanalu Viasat History tijekom jeseni te godine. Prva epizoda na Viasat Historyju prikazana je u ponedjeljak, 10. prosinca 2012, u 21:00 (prime time). Hrvatski kraljevi bili su hit serijal na Viasat Historyju. U njihovu općem foršpanu, onome za cijeli kanal, kadrovi iz Hrvatskih kraljeva zauzimali su više od 80 posto prostora. Serijal je u, primjerice, Norveškoj, postigao velik uspjeh i zanimanje gledatelja, a tako je bilo i u ostalim zemljama u kojima je dostupan Viasat.
Nakon premijernog emitiranja, serija je doživjela i nekoliko repriziranja. Zahvaljujući Viasatu, HRT-ov dokumentarni spektakl prikazan je u 30-ak europskih zemalja, koliko ih pokriva ovaj skandinavski satelitski operater. Riječ je o području Skandinavije te zemljama srednje, jugoistočne i istočne Europe. Distribucijom na Viasatu, Hrvatski kraljevi postali su najemitiraniji hrvatski televizijski proizvod u inozemstvu gledano po broju zemalja u kojima su se prikazivali. Neslužbeno se saznalo kako se prodaja Viasatu pokazala i financijski isplativom.
O uspjehu serije, autor Domagoj Burić je rekao: "Ovo je treći serijal koji sam radio i sva tri su se prodala u inozemstvo. Meni osobno i cijeloj ekipi to mnogo znači jer se ogroman rad na Hrvatskim kraljevima isplatio. Ponosan sam što će se serijal koji se bavi hrvatskom poviješću gledati u tolikom broju zemalja". Kazao je kako je to ujedno i promocija HRT-a kao ozbiljne i velike kuće. Dodao je da je HRT jedina na ovim prostorima sposobna proizvesti projekt takvoga produkcijskog opsega. Izrazio je nadu da prodaja Viasatu nije posljednja prodaja serije i najavio seriju Republika o povijesti Dubrovačke Republike, koja se snima u istom stilu kao Hrvatski kraljevi.

### Kritike
Prema riječima Milene Zajović, Hrvatski kraljevi koji su najavljivani kao "BBC na hrvatski način" opravdali su takvu najavu:

Hrvatski kraljevi sam su vrhunac domaćih produkcijskih kapaciteta, spektakularne slike i zvuka, s impresivnim specijalnim efektima i 3D animacijom, te jakim soundtrackom u kojem su klasični instrumenti sljubljeni s teškometalnim rifovima.

Premijerni dugometražni film prikazan u Lisinskom 12. listopada 2011. ocjenjen je kao dosadan jer su gledatelji čitavo vrijeme slušali naraciju Miljenka Kokota koji je predstavio to razdoblje hrvatske povijesti. Film je nalikovao na produženu verziju TV kalendara. Mislilo se da će cijela priča postati lakše probavljiva kada se razlomi u seriju. Želje kritičara su ispunjene. Serija je ocjenjena kao mnogo bolja od filma:
»U seriji se, naime, cijeli filmski historijski foršpan lijepo razradio u priču. Prizora srednjovjekovne svakodnevice običnoga puka, koje sam i prilikom prvoga gledanja nazvala najboljim dijelom filma, sada je nešto više. Beskrajno Kokotovo recitiranje godina i sporazuma te citiranje dokumenata razlomljeno je objašnjenjima domaćih i stranih stručnjaka, kojih u filmskoj verziji uopće nije bilo. Herojski kičeraj mudro je isprekidan promišljanjima srednjovjekovnog poimanja nasilja, načina na koji su vladari utvrđivali svoju suverenost te pričama o tome koliko su naša dosadašnja saznanja o ranoj hrvatskoj povijesti doista utemeljena na činjenicama, a koliko na romantičnom nacionalizmu teoretičara iz devetnaestog stoljeća. Ukratko - sada to već malo više izgleda kao History Channel, a malo manje kao 'TV kalendar'.«
Serija je uglavnom iznimno dobro prihvaćena u javnosti pa je tako poznati hrvatski filmski kritičar Nenad Polimac zaključio: 

Nakon odgledanih svih sedam epizoda sa sigurnošću možemo reći: Hrvatski kraljevi su najvažniji i najbolji proizvod HRT-a u posljednja dva desetljeća.

Scene koje prate svakodnevni život sedmorice seljaka ocjenjene su kao najzanimljiviji dio serijala (vidi gornji citat Zrinke Pavlić o tome kako je serija mnogo bolja od filma), što je svakako pohvala za autora Burića koji je te likove i uveo u serijal. U službenoj prezentaciji serije, HRT je istaknuo da je redateljski potez prema kojem nijedan profesionalni glumac ne glumi u seriji rezultirao iznimno prirodnim i uvjerljivim reakcijama naturščika koji su se izvrsno snašli pred kamerama. Glumci koji su nakon premijere ocjenjeni kao uglavnom dobri, nakon završetka serije su kritizirani kao ponekad prilično nezgrapni, a sitne nelogičnosti su zanemarene. Autor nije pribjegao uljepšavanju stvarnih događaja.
Vizualni efekti uključujući najavnu špicu ocjenjeni su kao spektakularni kao nešto što do tada nitko nije napravio u Hrvatskoj, apsolutni užitak za oči. Nema ništa lošega u tome što je serija vizualno podsjećala na Gladijatora, Gospodara prstenova i Igru prijestolja, ali pretjerivanje vizualnim efektima u pojedinim slučajevima je bilo kontraproduktivno. Glazba je nakon premijere ocjenjena kao dobro ukomponirana u film, ali je nakon završetka serije pretjerana uporaba glazbe i slow motiona kritizirana kao kontraproduktivna.
Serijal je medijski najbolje popraćen od strane Hrvatskoga vojnika. Tako je kroz 8 dijelova podlistka nastao popularni prikaz ranosrednjovjekovne hrvatske povijesti. Autor podlistka Leon Rizmaul, ocjeniviši serijal 8 na ljestvici do 10, vrijednost Hrvatskih kraljeva opisao je ovim riječima:
»Srednji vijek jedno je od najkompliciranijih razdoblja u povijesti čovječanstva. Vrlo ga je teško opisati, gotovo nemoguće. Upravo se te, naizgled nemoguće, misije prihvatio tim Domagoja Burića na početku četvrte epizode "Hrvatskih kraljeva". Trebalo je mnogo redateljske vještine da se u nekoliko minuta sažme Tomislavovo vrijeme i logično ga približi gledateljima. Tko su bili i kad su pisali car Porfirogenet, pop Dukljanin i Toma Arhiđakon ključne su stvari za to razumijevanje. S druge strane razlučivanje ljudskog doživljaja države i kraljevanja danas, od onoga prije tisuću godina, stvari su bez kojih ne možete razumjeti ni srednjovjekovnog papu, ni Bizant, ni kralja Tomislava i njegovu vlast. Sve u svemu, nekoliko uvodnih minuta četvrte epizode nešto je najbolje što je autor ovih redaka, u smislu domaćeg povijesnog dokumentarizma, ikad vidio.«Zrinka Nikolić Jakus s Odsjeka za povijest Filozofskog fakulteta u Zagrebu ocijenila je serijal kao krvavi spektakl bez mitologizacije. Nema ishitrenih zaključaka i oprez u donošenju izričitih sudova o ljudima i događajima. Scenarij je odmjeren, slijedi novije znanstvene spoznaje. Ozbiljnost, a i spektakularnost pristupa pojačava i dojam velikih imena svjetske historiografije konzultiranih i intervjuiranih za potrebe serije. Njezin prvi dojam je bio da su Hrvatski kraljevi snimljeni za muškarce. Izrazila je strah od stereotipizacije srednjeg vijeka navevši veze Hrvatske s inozemstvom i upozorivši da nije sve bilo tako crno-bijelo kao što je prikazano u scenama iz svakidašnjeg života.
Emitiranje serije oživjelo je i pomalo zaboravljeno razdoblje hrvatskoga ranog srednjeg vijeka pa je tako organizirano i nekoliko stručnih tribina na ovu temu. Održano je predavanje o složenim vizualnim efektima u seriji na Institutu Ruđer Bošković. Autor serije Domagoj Burić te direktor fotografije Branko Cahun nagrađeni su Godišnjom nagradom HRT-a u svibnju 2012. upravo za rad na ovom projektu. Na IMDbu, serijal je, nakon ocjena više od sto korisnika, ocjenjen osmicom na ljestvici do deset, uz nekoliko pozitivnih kritika iz Hrvatske i jugoistočne Europe.

### DVD izdanje
Večernji list je poklonio svojim čitateljima veliki poster Hrvatski kraljevi, 6. ožujka 2014.
HRT je pustio u prodaju prvi DVD Hrvatski kraljevi 13. ožujka, a drugi 27. ožujka 2014.

## Poveznice
- Podlistak u Hrvatskom vojniku, autor Leon Rizmaul: Dolazak Hrvata  Arhivirana inačica izvorne stranice od 17. svibnja 2014. (Wayback Machine)  •  Pokrštavanje i prvi kneževi  Arhivirana inačica izvorne stranice od 4. studenoga 2013. (Wayback Machine)  •  Između dva carstva  Arhivirana inačica izvorne stranice od 17. svibnja 2014. (Wayback Machine)  •  Prvi neovisni knez  Arhivirana inačica izvorne stranice od 26. srpnja 2013. (Wayback Machine)  •  Moćni vladar Tomislav  Arhivirana inačica izvorne stranice od 17. svibnja 2014. (Wayback Machine)  •  Sukobi unutar dinastije  •  Kraj razdoblja narodnih vladara  Arhivirana inačica izvorne stranice od 17. svibnja 2014. (Wayback Machine)  •  Tko su Hrvati?  Arhivirana inačica izvorne stranice od 17. svibnja 2014. (Wayback Machine)
- O glumcima naturščicima: Večernjak: Kažu da ne znaju glumiti, ali na konju su zato kao doma  •  Tportal: Zagrepčanka - kraljica Jelena